# 山は動かず 世耕弘一伝
『山は動かず 世耕弘一伝』（やまはうごかず せこうこういちでん）は、2007年（平成19年）に近畿大学世耕弘一先生建学史料室が企画、編集を行った同大学初代総長である世耕弘一の伝記作品。
原案が世耕弘昭、脚本構成が打越保、漫画がいわみせいじ、全504ページの分量となっている。非売品。
弘一の三男である弘昭が1965年（昭和40年）に同大学通信教育部から出版した小説『山は動かず』などを原作としている。